# Frank Kolb

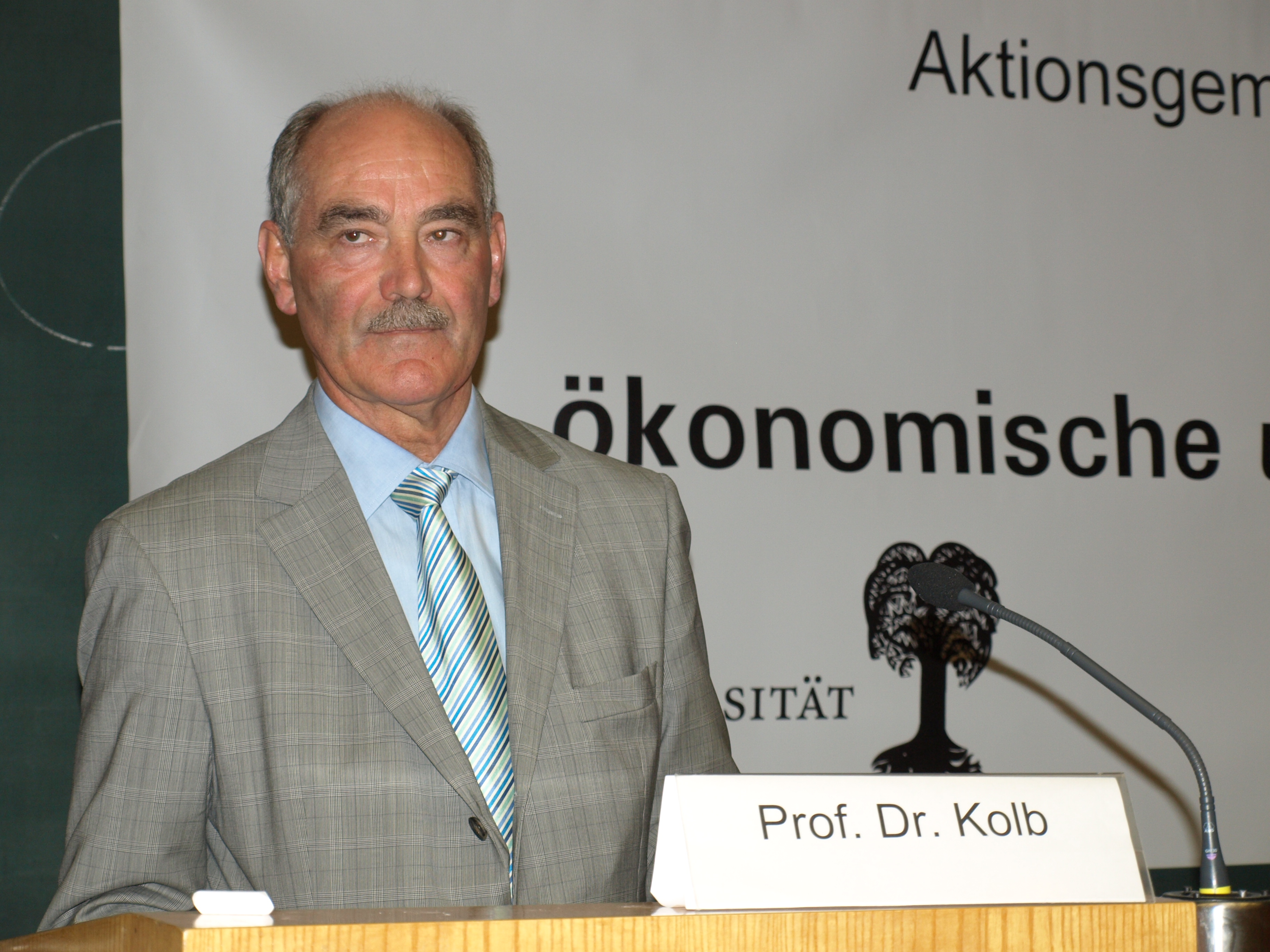
Frank Kolb bei einem Vortrag über antike Globalisierung (2008)

Frank Kolb (* 27. Februar 1945 in Merzbach) ist ein deutscher Althistoriker, der als Professor an den Universitäten Kiel (1977–1986) und Tübingen (1986–2013) lehrte.

## Leben und Wirken
Frank Kolb wurde 1970 an der Universität Bonn mit der von Johannes Straub angeregten und betreuten Arbeit Literarische Beziehungen zwischen Cassius Dio, Herodian und der Historia Augusta promoviert. Von 1970 bis 1972 war Kolb Assistent von Andreas Alföldi am Institute for Advanced Study in Princeton, von 1973 bis 1977 Assistenz-Professor an der FU Berlin. Er habilitierte sich 1975 an der FU Berlin mit einer Arbeit über „Theaterpublikum und Gesellschaft in der griechischen Welt“.
Kolb war von 1977 bis 1986 ordentlicher Professor für Alte Geschichte an der Universität Kiel, bevor er einen Ruf an die Universität Tübingen annahm, wo er bis zu seiner Emeritierung 2013 lehrte. 1994 lehnte er einen Ruf auf eine ordentliche Professur an der Universität Zürich ab. Kolb lehrte als Gastprofessor an mehreren ausländischen Universitäten und Forschungsinstituten, 1999/2000 war er Forschungsstipendiat am Historischen Kolleg München. Sein Nachfolger in Tübingen wurde im Februar 2014 Sebastian Schmidt-Hofner.
Zu Kolbs akademischen Schülern zählen Ralf Behrwald, Thomas Blank, Hartmut Blum, Hartwin Brandt, Marc Domingo Gygax, Ulf Hailer, Oliver Hülden, Hilmar Klinkott, Christina Kokkinia, Jens-Uwe Krause, Gisela Rumpp, Aysun Şanli-Erler, Christof Schuler, Nils Steffensen, Andreas Thomsen, Werner Tietz, Darío N. Sanchez Vendramini, Hertha Schwarz, Katja Sommer, Martin Zimmermann und Nicola Zwingmann.
Kolb, der von 1989 bis 2001 archäologische Feldforschungen in der antiken Landschaft Lykien in der Südwest-Türkei durchführte, gehört zu den profiliertesten deutschen Althistorikern seiner Generation und hat zu einer ganzen Reihe von Themengebieten – vom archaischen Griechenland bis zur römischen Spätantike – wichtige Arbeiten publiziert. Seit 1994 ist Kolb Korrespondierendes Mitglied des Deutschen Archäologischen Instituts. 1997 wurde er mit dem Max-Planck-Forschungspreis ausgezeichnet. Seit 1999 ist er ordentliches Mitglied der Heidelberger Akademie der Wissenschaften.
Einer breiteren Öffentlichkeit wurde Kolb 2001 bekannt, als er sich mit dem Archäologen Manfred Korfmann eine zunehmend erbittert geführte Auseinandersetzung über Korfmanns Interpretation des Grabungsbefundes in Troja lieferte. Damit verbunden war die wissenschaftstheoretische Frage nach der Wertigkeit unterschiedlicher methodischer Zugangsweisen zur Ur- und Frühgeschichte. Während Kolbs Position unter Althistorikern breite Zustimmung fand, war das Urteil von Archäologen, Altorientalisten und Sprachwissenschaftlern geteilt, was beim Troia-Symposium (2002) und in späteren Veröffentlichungen deutlich wurde. Spätestens mit dem Tod Korfmanns (2005) kam die Tübinger Troja-Debatte weitgehend zum Erliegen.

## Schriften (Auswahl)
Kolb ist Herausgeber der Reihe Lykische Studien, Bände 1–10, Bonn.
- Literarische Beziehungen zwischen Cassius Dio, Herodian und der Historia Augusta (= Antiquitas. Reihe 4: Beiträge zur Historia-Augusta-Forschung. Band 9). Habelt, Bonn 1972, ISBN 3-7749-1166-5 (Dissertation).
- Agora und Theater, Volks- und Festversammlung (= Archäologische Forschungen. Band 9). Mann, Berlin 1981, ISBN 3-7861-1262-2 (Habilitationsschrift).
- Die Stadt im Altertum. C. H. Beck, München 1984, ISBN 3-406-03172-2 (spanische Übersetzung 1992).
- Untersuchungen zur Historia Augusta (= Antiquitas. Reihe 4: Beiträge zur Historia-Augusta-Forschung. Band 9). Habelt, Bonn 1987, ISBN 3-7749-2316-7.
- Diocletian und die erste Tetrarchie. Improvisation oder Experiment in monarchischer Herrschaft? (= Untersuchungen zur antiken Literatur und Geschichte. Band 27). De Gruyter, Berlin/New York 1987, ISBN 3-11-010934-4.
- mit Barbara Kupke: Lykien. Geschichte Lykiens im Altertum (= Zaberns Bildbände zur Archäologie. Band 2). Philipp von Zabern, Mainz 1992, ISBN 3-8053-1415-9 (auch schon Sondernummer der Antiken Welt 1989/2).
- Rom. Die Geschichte der Stadt in der Antike (= Beck's historische Bibliothek). C. H. Beck, München 1995, ISBN 3-406-46988-4 (2. Auflage 2002).
- Herrscherideologie in der Spätantike (= Studienbücher Geschichte und Kultur der Alten Welt). Akademie, Berlin 2001, ISBN 3-05-003432-7.
- als Herausgeber: Chora und Polis (= Schriften des Historischen Kollegs. Kolloquien. Band 54). R. Oldenbourg, München 2004, ISBN 978-3-486-56730-4 (Digitalisat).
- mit Hartwin Brandt: Lycia et Pamphylia. Eine römische Provinz im Südwesten Kleinasiens (= Zaberns Bildbände zur Archäologie. Band 2 / Sonderhefte der Antiken Welt / Orbis Provinciarum). Philipp von Zabern, Mainz 2005, ISBN 3-8053-3470-2 (2. Auflage 2006, italienische Übersetzung 2014).
- als Herausgeber: Allgemeinbildung. Der große Kulturführer durch Geschichte, Kunst und Wissenschaft. Das musst du wissen. Arena, Würzburg 2005, ISBN 3-401-05810-X (Lizenzausgabe 2021).
- Das antike Rom. Geschichte und Archäologie (= C.H. Beck Wissen). C. H. Beck, München 2007, ISBN 978-3-406-53607-6 (2. Auflage 2009).
- Burg – Polis – Bischofssitz. Geschichte der Siedlungskammer von Kyaneai in der Südwesttürkei. Philipp von Zabern, Mainz 2008, ISBN 978-3-8053-3900-1.
- Tatort »Troia«. Geschichte – Mythen – Politik. Ferdinand Schöningh, Paderborn 2010, ISBN 978-3-506-77009-7 (polnische Übersetzung 2016).
- Lykien. Geschichte einer antiken Landschaft. Philipp von Zabern, Darmstadt 2018, ISBN 978-3-8053-5178-2.